# Medalla del Servei de Defensa Americana
La Medalla del Servei de Defensa Americà (anglès: American Defense Service Medal) va ser un guardó militar de les Forces Armades dels Estats Units, establert per l'Ordre Executiva 8808 del president Franklin D. Roosevelt, el 28 de juny de 1941. La medalla estava destinada a reconèixer aquells serveis militars membres que havien exercit el servei actiu entre el 8 de setembre de 1939 i el 7 de desembre de 1941.
Una medalla similar, coneguda amb el nom de Medalla de la Campanya Americana, es va establir el 1942 per servir al teatre americà durant l'era de la Segona Guerra Mundial.

## Història
La Medalla del Servei de Defensa Americà va ser establerta per l'Ordre Executiva 8808, el 28 de juny de 1941, pel president Franklin D. Roosevelt i anunciada al Butlletí del Departament de Guerra 17, 1941. Els criteris per a la medalla es van anunciar a la Circular 44 del Departament de l'Exèrcit, el 13 de febrer de 1942. El disseny de la cinta de servei va ser aprovat pel secretari de guerra i el secretari de marina el 7 de gener de 1942. La medalla va ser dissenyada pel senyor Lee Lawrie, un escultor civil d'Easton, Maryland. El model va ser aprovat per la Comissió de Belles Arts el 5 de maig de 1942.

## Criteris
La medalla està autoritzada als militars que estaven en el servei actiu entre la declaració del president Roosevelt d'una emergència nacional limitada el 8 de setembre de 1939 i l'atac a Pearl Harbor el 7 de desembre de 1941. Membres de l'exèrcit dels Estats Units, inclosos els de la Reserva Organitzada i la Guàrdia Nacional van rebre aquesta medalla per qualsevol antiguitat durant el període d'elegibilitat, sempre que estiguessin en ordre de servei actiu durant un període de dotze mesos o més. La Marina dels Estats Units va excloure aquells reservistes que estaven en servei actiu durant menys de deu dies durant el període d'elegibilitat, però en cas contrari la Marina, el Cos de Marines dels Estats Units, i la Guàrdia Costera dels Estats Units va atorgar la medalla a tot el personal que va exercir el servei actiu en qualsevol moment durant el període d'elegibilitat, regular o reservista, sempre que passessin els seus exàmens físics inicials, com en el cas d'aquells reservistes que es tornen a cridar a l'activitat ampliada deure abans de l'atac del 7 de desembre de 1941 a Pearl Harbor, o aquells reclutes reclutats i oficials als quals es va accedir durant el mateix període.

## Aspecte
La medalla de bronze fa 11⁄4 polzades (32 mm) de diàmetre. A l'anvers apareix una dona grega com a figura simbòlica de la defensa, que té a la mà esquerra un escut de guerra antic al revés i a la seva dreta empunya una espasa sobre el seu cap, i de peu sobre una branca de roure convencional amb quatre fulles. Al voltant de la part superior hi ha la inscripció "AMERICAN DEFENSE" ("DEFENSA AMERICANA"). Al revers hi ha la frase "FOR SERVICE DURING THE LIMITED EMERGENCY PROCLAIMED BY THE PRESIDENT ON SEPTEMBER 8, 1939 OR DURING THE UNLIMITED EMERGENCY PROCLAIMED BY THE PRESIDENT ON MAY 27, 1941" ("PER A SERVEIS DURANT L'EMERGÈNCIA LIMITADA PROCLAMADA PER EL PRESIDENT EL 8 DE SETEMBRE DE 1939 O DURANT L'EMERGÈNCIA IL·LIMITADA PROVOCADA PER EL PRESIDENT EL 27 DE MAIG DE 1941") sobre una branca de llorer de set fulles.
La cinta de suspensió i servei de la medalla fa 13⁄8 polzades (35 mm) d'ample i consta de les següents ratlles: 4,8 mm Groc daurat 67104; 3,2 mm en tres franges en Old Glory Blue 67178; Blanc 67101; i Escarlata 67111; al centre 19 mm de color groc daurat; 3,2 mm tres franges en escarlata, blanc i Old Glory Blue 67178; i 4,8 mm de color groc daurat. El color groc daurat era un símbol de l'oportunitat daurada dels joves dels Estats Units de servir els colors nacionals, representats per les franges blaves, blanques i vermelles de cada costat.

## Insígnies
Es va autoritzar la Medalla del Servei de Defensa Americà amb les següents insígnies:
- Tancament de servei exterior : expedit per l'exèrcit dels Estats Units per al servei militar fora dels límits continentals dels Estats Units, inclòs el servei a Alaska. El fermall servei exterior és una barra de bronze de 3,2 mm d'ample i 38 mm) de longitud amb les paraules FOREIGN SERVICE (SERVEI EXTERIOR), amb una estrella a cada extrem de la inscripció.[1]
- Base de tancament : Publicat per la Armada dels Estats Units i Estats Units Cos de Marines per al servei fora dels límits continentals dels Estats Units (el servei, ja fos a Alaska o a Hawaii qualificaven).).[4]
- Fleet Clasp : expedit per la Marina, el Cos de Marines i la Guàrdia Costera dels Estats Units per al servei en alta mar mentre estan connectats regularment a qualsevol vaixell de les flotes de l'Atlàntic, el Pacífic o l'Àsia, així com els vaixells del Servei de Transport Naval i els vaixells que operen directament sota el cap d'operacions navals.[4] La flota tancament és una barra de bronze de 3,2 mm d'ample i 38 mm de longitud amb la paraula FLEET (FLOTA) inscrita.
- Sea Clasp : expedit per la Guàrdia Costanera per a la resta de vaixells i avions, que no compleix els requisits per a la Fleet Clasp, que realitzava patrulles regularment al mar.[4]
- Insígnia "A" : concedit a qualsevol membre de la Marina que exercís el servei en contacte bel·ligerant real o potencial amb les potències de l'Eix a l'oceà Atlàntic entre el 22 de juny i el 7 de desembre de 1941.[4] La insígnia "A" també es portava al cinta uniforme de medalla.
- Estrella del servei : es duu en lloc de tancaments quan portava la medalla del servei de defensa nord-americà com a cinta d'un uniforme militar.[1][3][4]